# Poterie en colombins

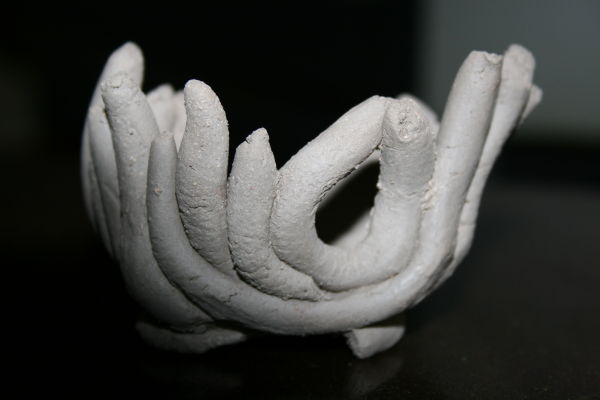
Colombins.

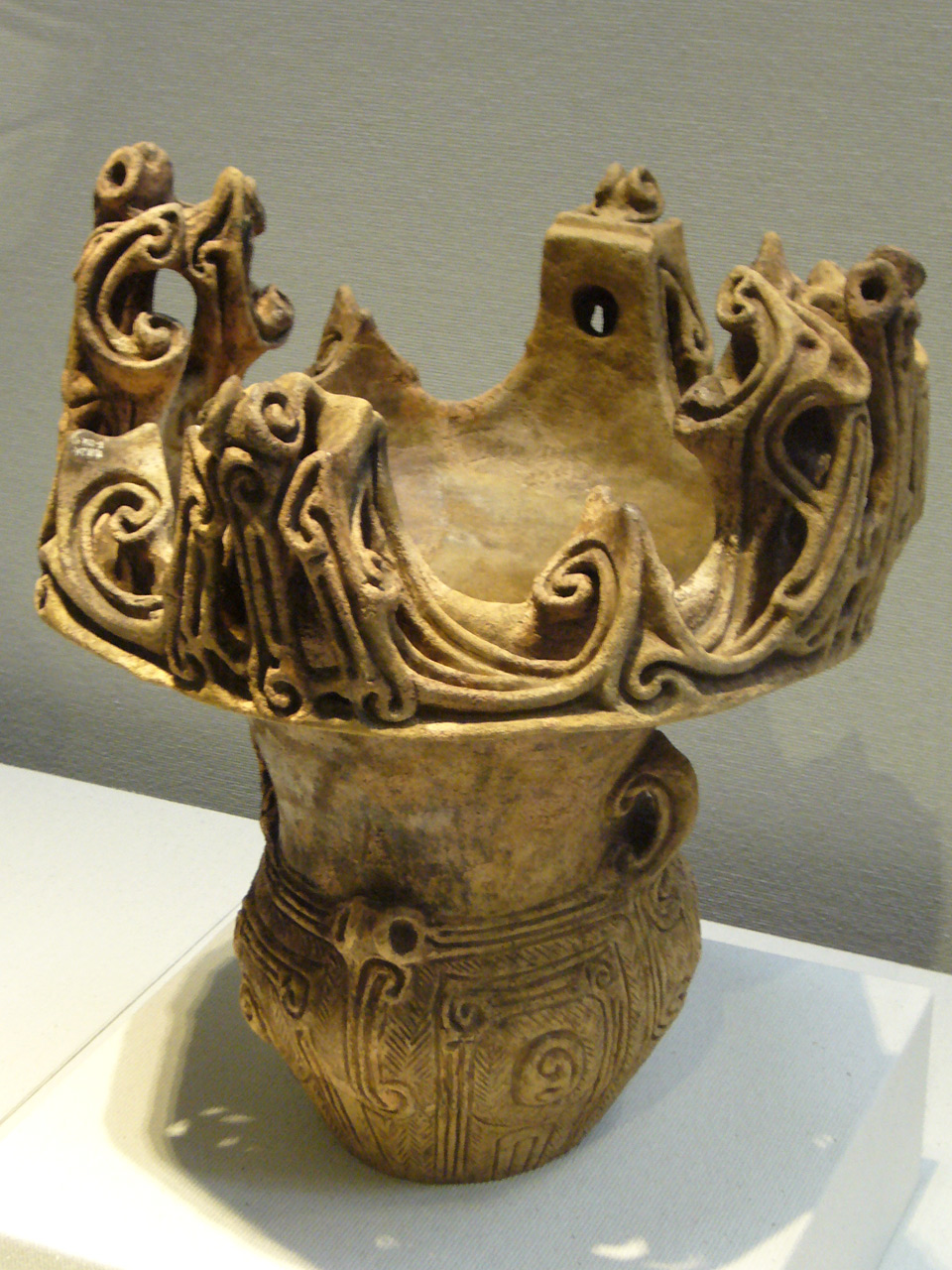
Poterie de la période Jōmon, Japon.

La poterie en colombins est une technique primitive dans l'art de la céramique utilisée depuis la préhistoire. Les boudins qui la composent prirent à cette époque[Quand ?] le nom de colombins. 
 Cette technique permet de créer des formes libres, par opposition aux formes de révolution issues de la poterie tournée. En contrepartie, les pièces montées au colombin sont usuellement plus épaisses et d'une facture plus rustique.
La technique de la poterie au colombin fut employée par toutes les civilisations primitives avant que ne soit mis au point le tour de potier. Son usage fut repris à l'époque contemporaine par les créateurs céramistes qui cherchaient dans cette technique un mode d'expression proche de la liberté de la sculpture.

## Technique
Le potier réalise des volumes en superposant de longs boudins d'argile obtenus en roulant, sur une surface plane, un morceau de terre plastique avec la paume des mains. Le potier solidarise les colombins en les pressant les uns contre les autres puis lisse la surface au fur et à mesure que s'élève la pièce. Ce façonnage rend la poterie plus solide à la cuisson.

La base de la poterie est une plaque d'argile ou bien un colombin enroulé en spirale. La liaison des colombins est assurée par l'adjonction d'argile diluée ou barbotine. Pour des raisons mécaniques, le potier évite de placer les liaisons sur une même ligne continue afin de ne pas affaiblir la pièce.
Certaines jarres et vasques en terre cuite des jardins italiens sont encore fabriquées selon cette technique traditionnelle.
La technique peut être affinée en utilisant une planchette et un galet pour modeler la forme de la pièce. Le galet est positionné au contact de la terre à l'intérieur de la pièce. La planchette utilisée comme battoir à l'extérieur permet de comprimer la paroi de la poterie. Cette opération permet à la fois de réduire l'épaisseur de la pièce et d'en renforcer la cohésion.

Les civilisations primitives utilisaient des pièces de bois habillées d'une corde enroulée pour ce battage. La pièce terminée conservait alors le décor imprimé par la corde.

Certaines poteries africaines sont modelées dans une corbeille tressée, la jarre est roulée dans la corbeille tandis que le potier frappe l'intérieur de la paroi avec un galet. De la même manière ces jarres conservent l'empreinte de la trame du panier.

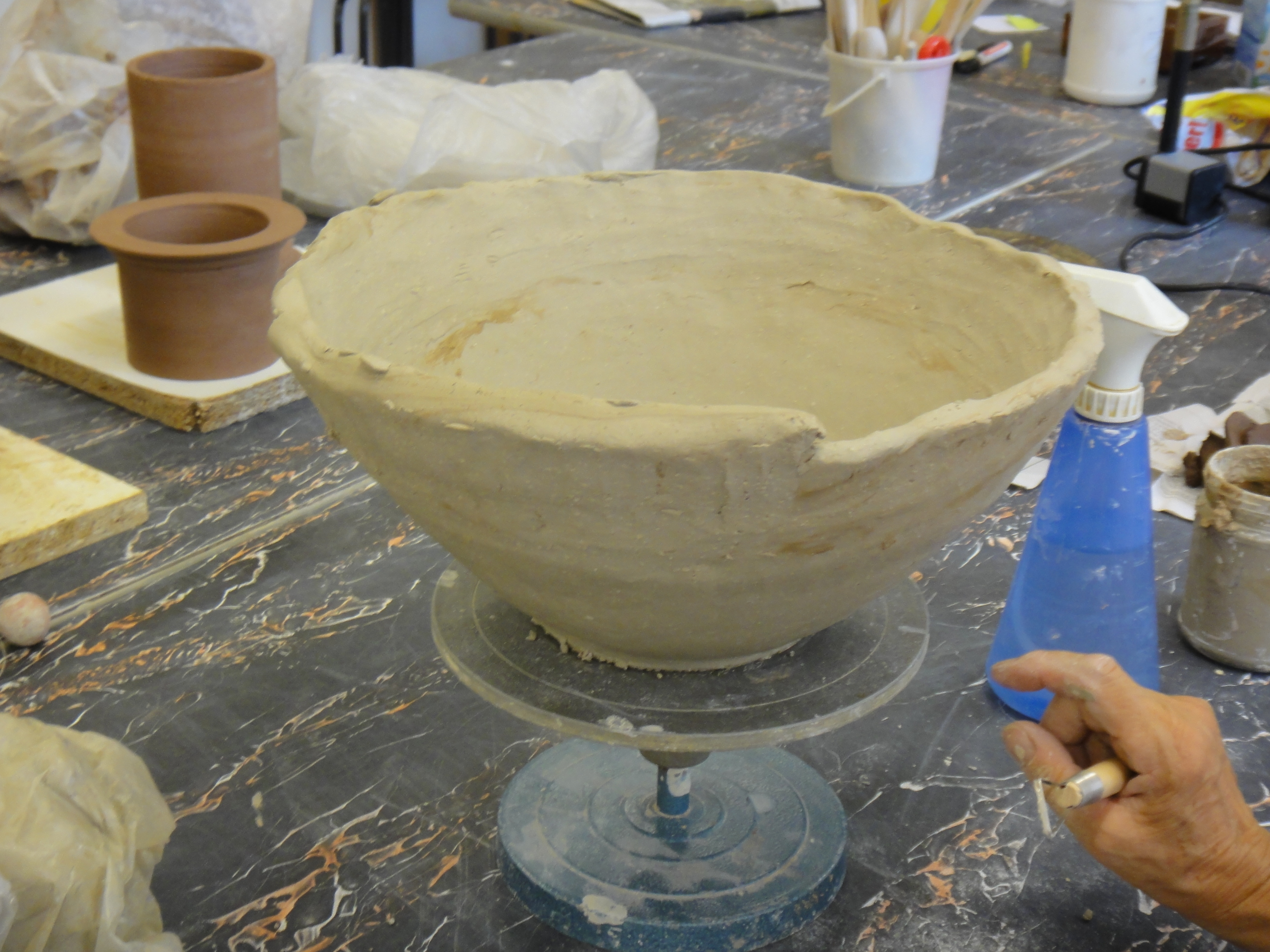
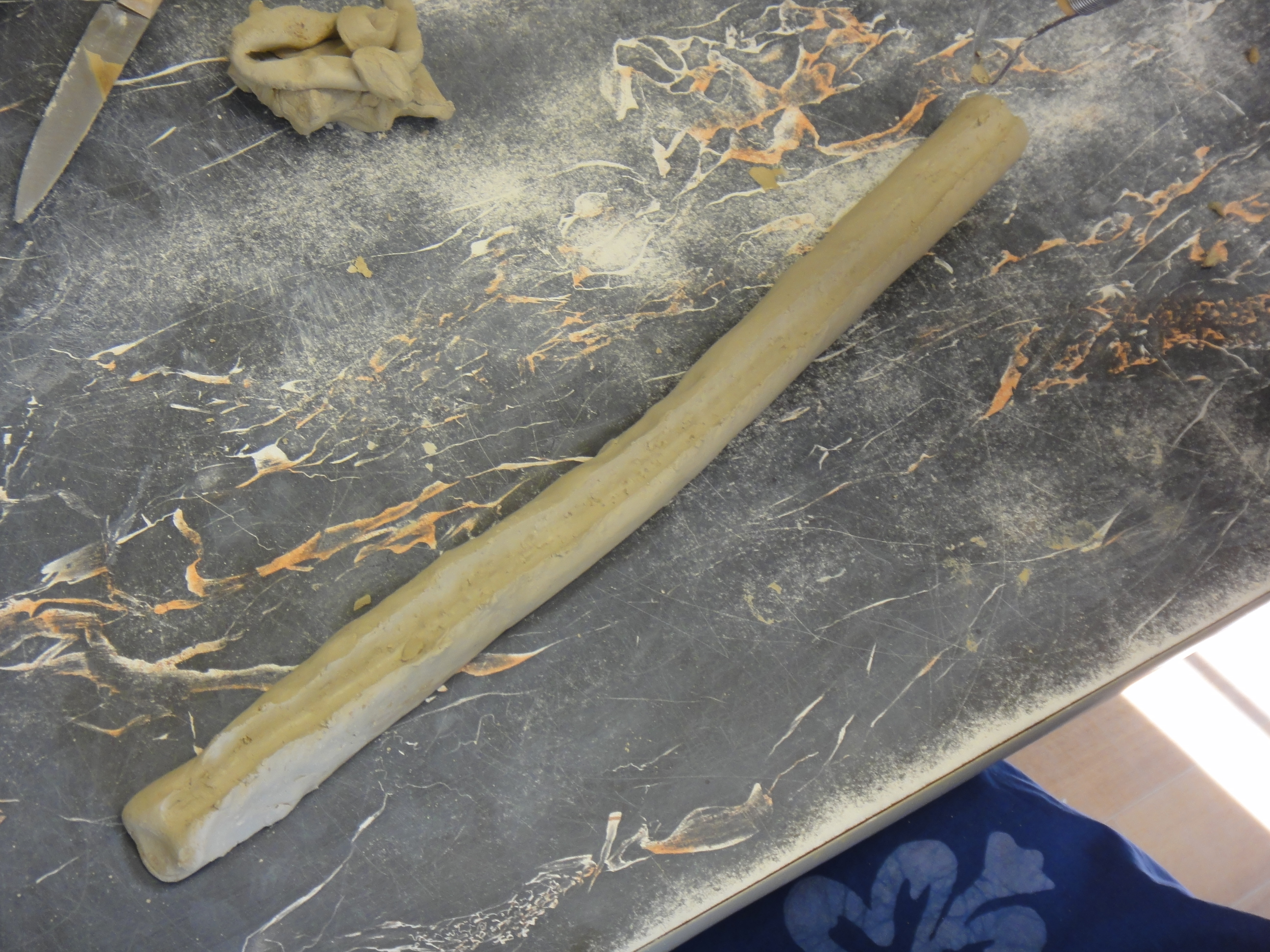
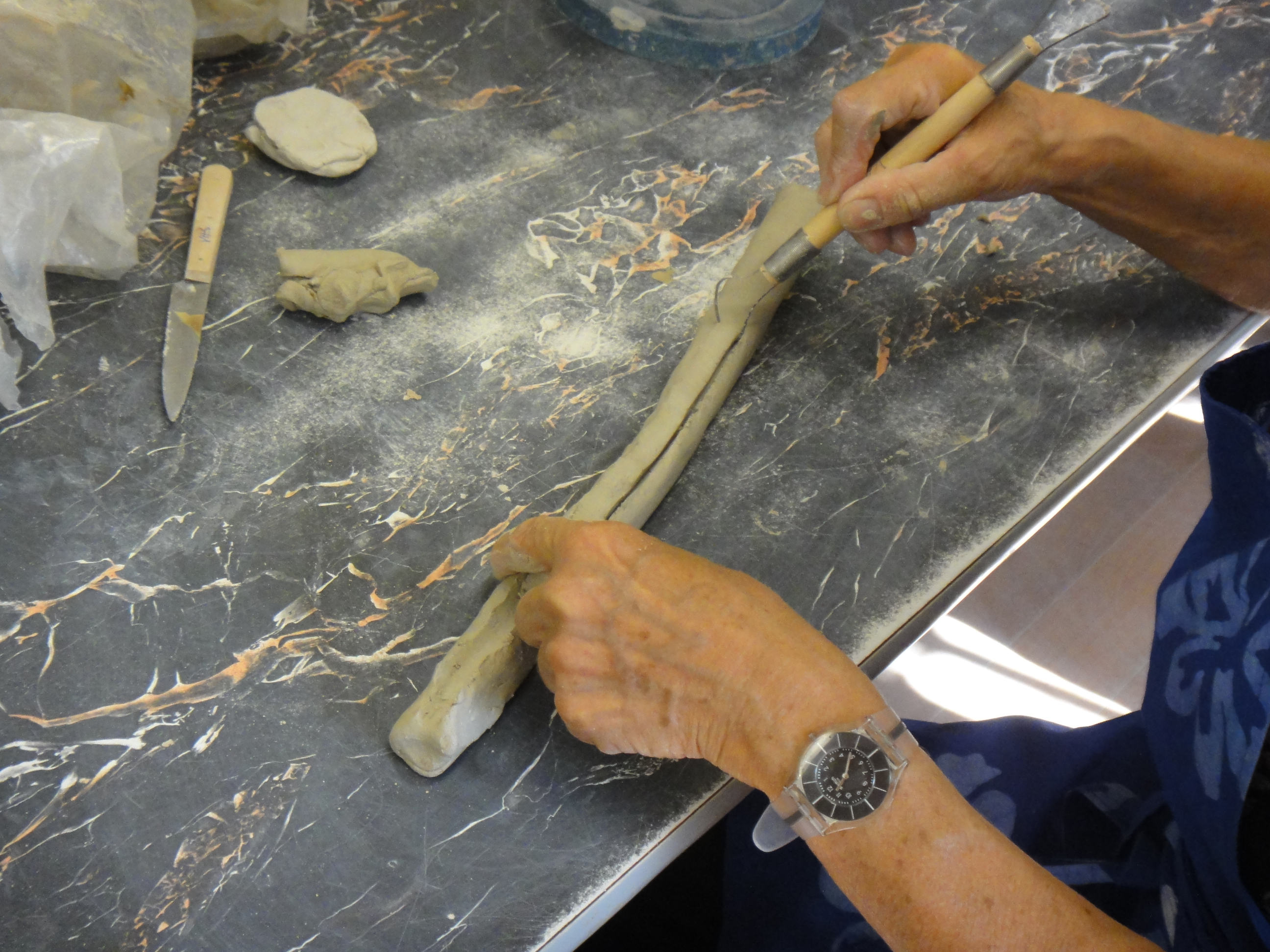
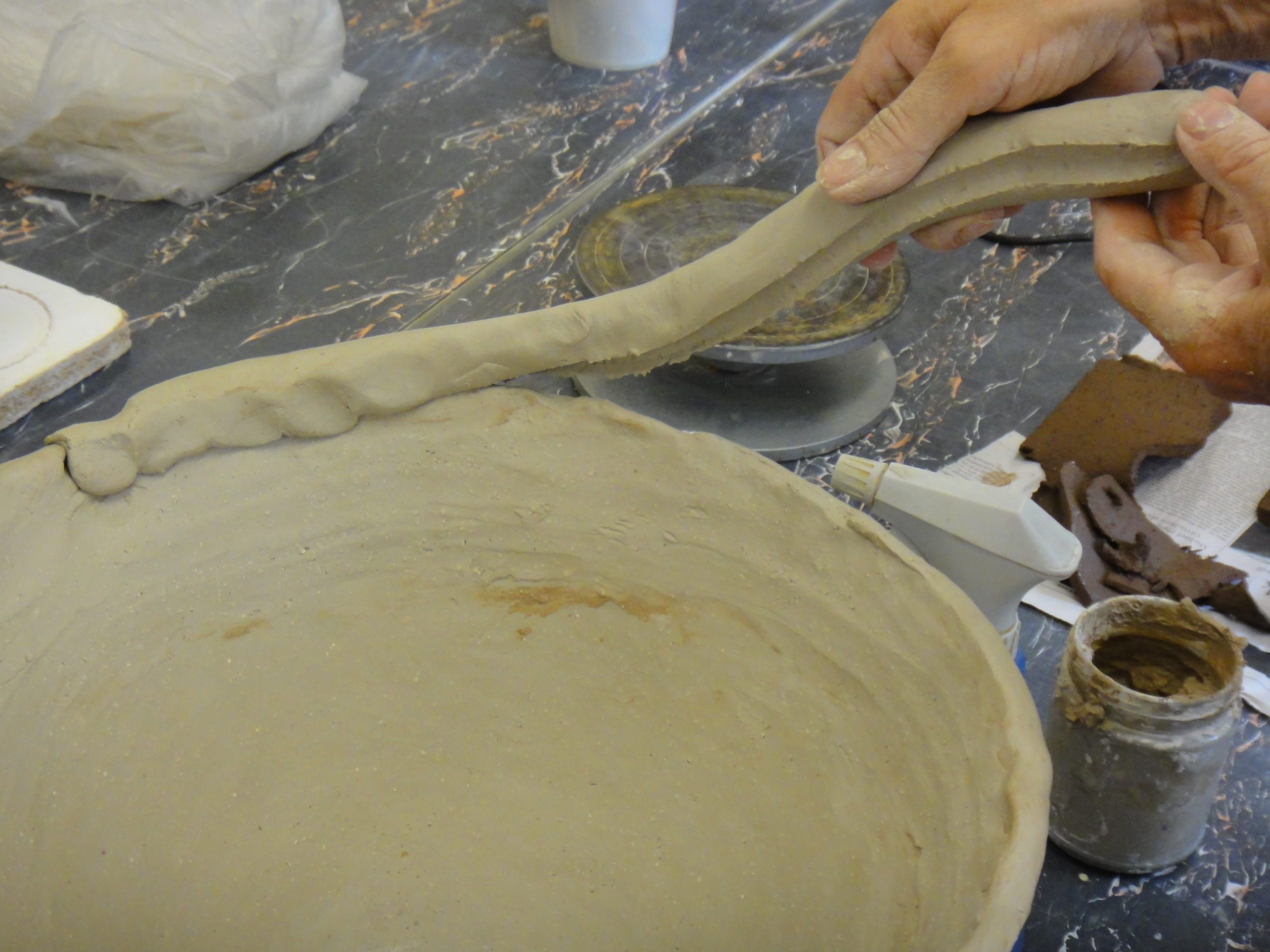
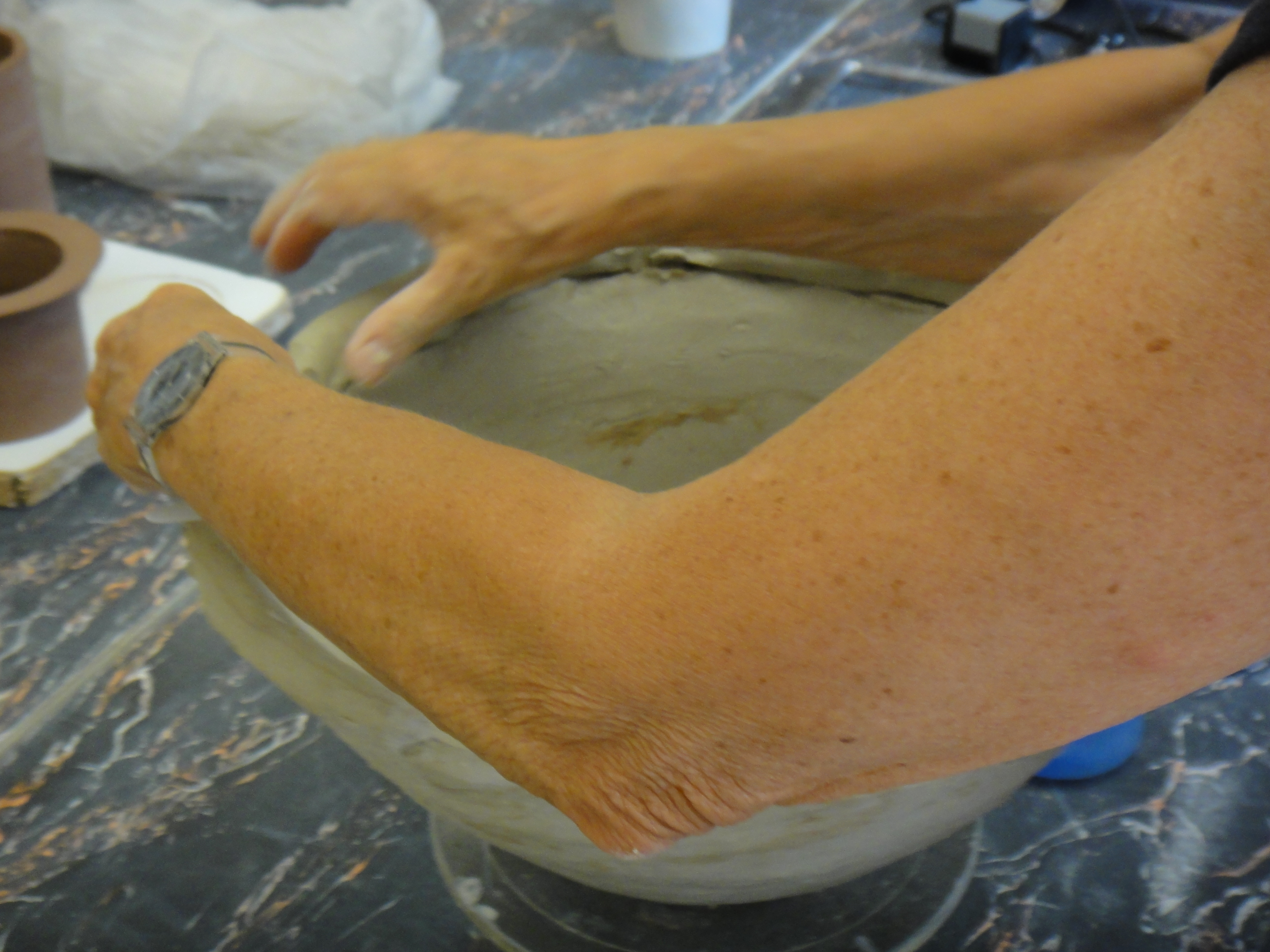
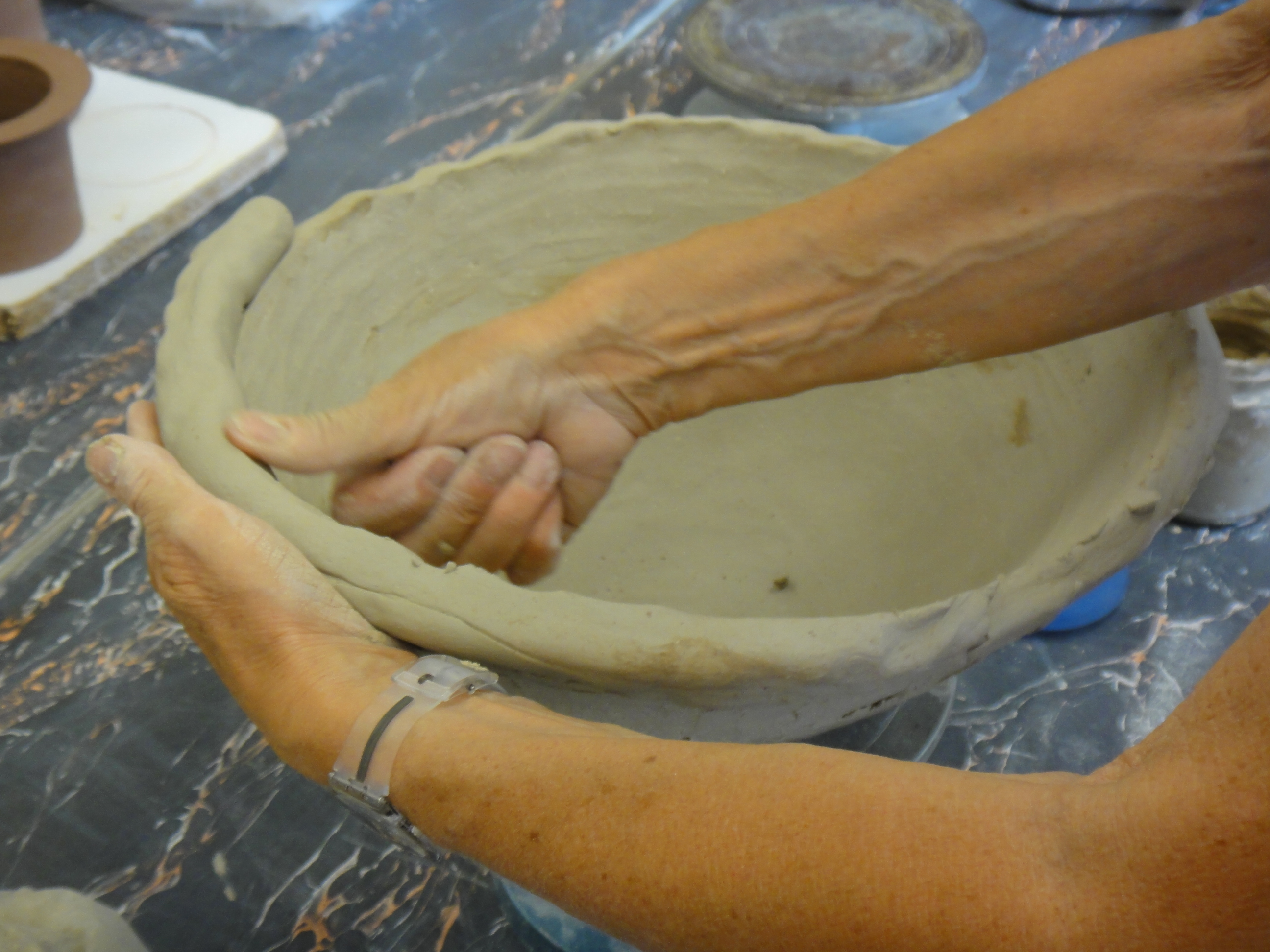
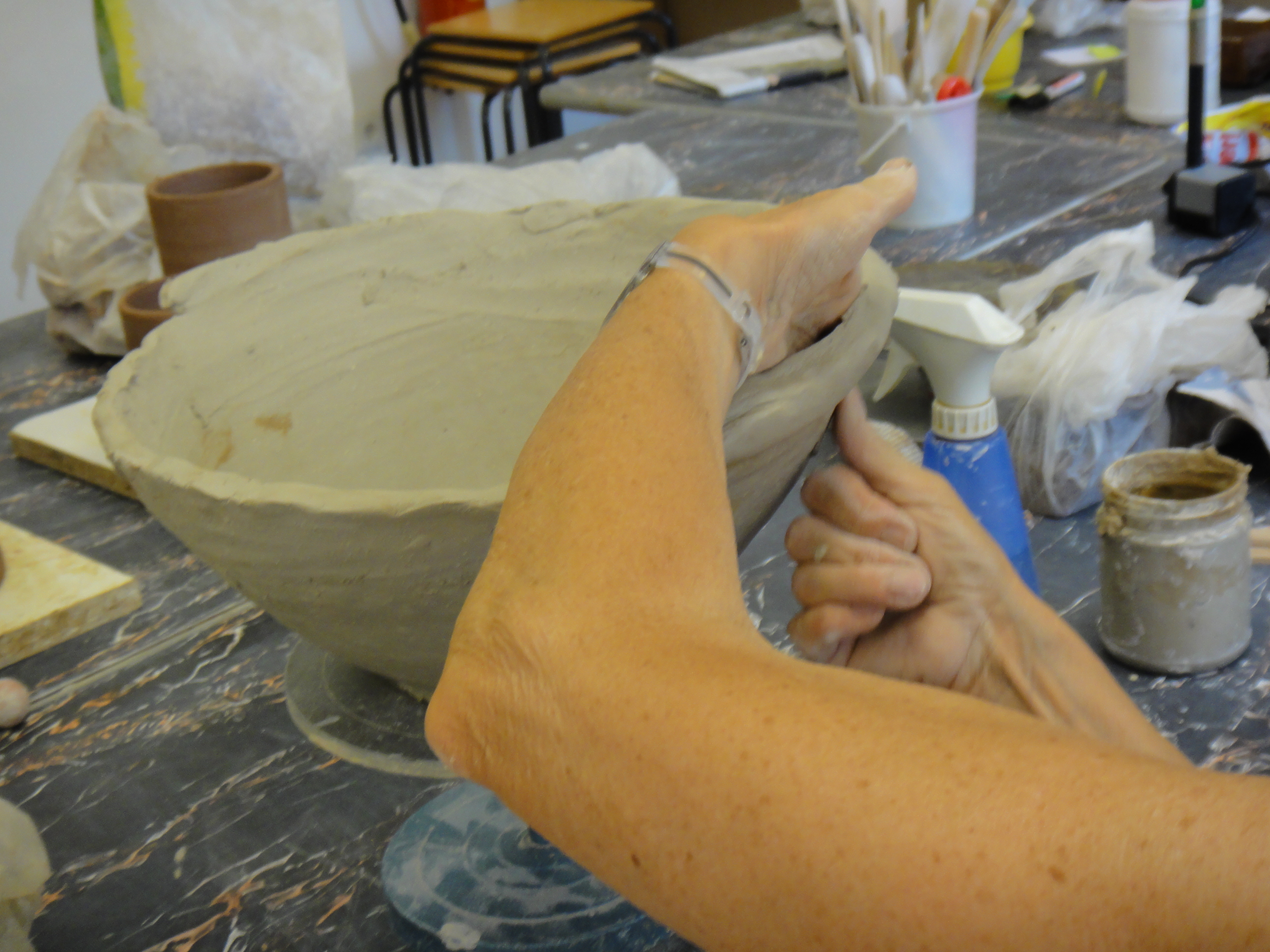
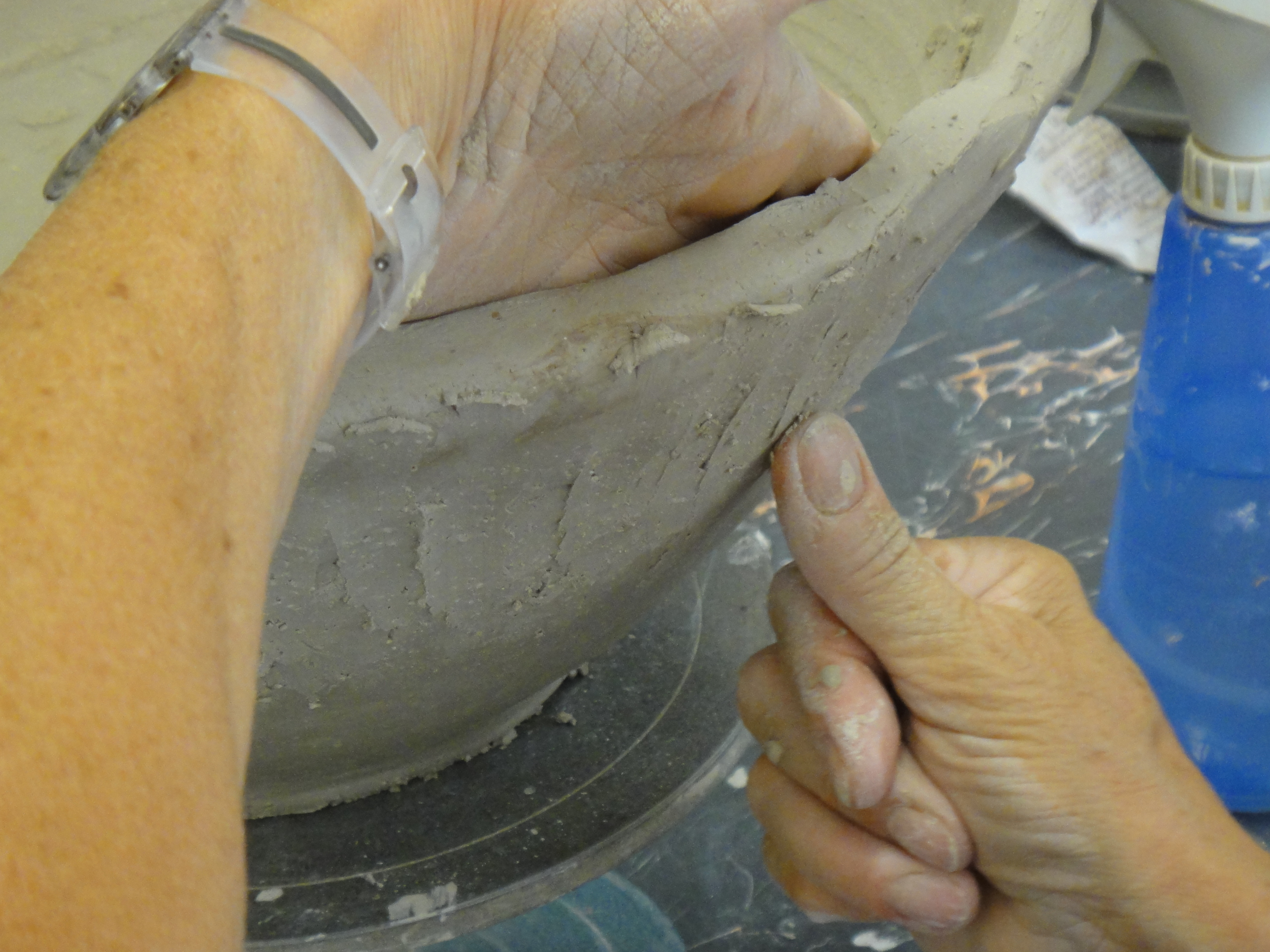